# Bistreț
Bistreț est une commune roumaine située dans le județ de Dolj.